# 淡水河 (紐西蘭)
淡水河（英語：Freshwater River）是位於紐西蘭第三大島斯圖爾特島的河流，長25公里，為該島最長河流，亦為紐西蘭除南北兩大島外最長河。
該河發源於島嶼的西北角附近，與島嶼之間被山脊隔開，向東南流經拉吉迪平原25公里，然後抵達島嶼中部東海岸的帕特森灣。
該河流的集水區佔據了島嶼北部的大部分地區，形成了一個廣闊的沼澤盆地，面積約150 平方公里，佔島上總面積的十分之一。